# Gianluca Conselmo
Gianluca Conselmo (ur. 2 marca 1994) – włoski bokser, zdobywca złotego medalu na Mistrzostwach Włoch 2014, młodzieżowy mistrz Włoch z roku 2011.

## Kariera
W listopadzie 2011 został młodzieżowym mistrzem Włoch w kategorii papierowej. W finale pokonał przed czasem w trzeciej rundzie Angelo Perrone. W grudniu 2012 reprezentował Włochy na Młodzieżowych Mistrzostwach Świata w Erywaniu, jednak odpadł już w 1/32 finału.
W listopadzie 2014 zdobył złoty medal na Mistrzostwach Włoch 2014, które rozgrywane były w Taviano i Ugento. W półfinale pokonał na punkty (3:0) George'a Vranceanu, a w finale takim samym wynikiem Francesco Barottiego.